# Machilus chunii
Machilus chunii är en lagerväxtart som beskrevs av Ho Tseng Chang och S.C. Lee. Machilus chunii ingår i släktet Machilus och familjen lagerväxter. Inga underarter finns listade i Catalogue of Life.